# Idéologie du standard
En linguistique, l'idéologie du standard est la valorisation et la promotion d'une forme particulière de langue, souvent considérée comme la norme ou le modèle idéal. Cette idéologie est profondément ancrée dans des notions de pouvoir, de prestige et de légitimité linguistique. On oppose parfois l'idéologie de l'authentique à l'idéologie du standard.
L'idéologie du standard repose sur l'idée que certaines variétés linguistiques sont supérieures à d'autres et doivent être adoptées comme référence. Cette perspective est souvent liée à des contextes historiques et sociopolitiques où une langue standardisée est utilisée pour unifier et renforcer l'identité nationale. Comme le rappelle la sociolinguiste Annette Boudreau, en France, le français standard a été promu comme langue nationale dès le XVIIe siècle, avec des institutions comme l'Académie française jouant un rôle clé dans la codification et la standardisation de la langue .
Cette idéologie peut avoir des conséquences significatives pour les locuteurs de variétés non standard. Ceux-ci peuvent ressentir une insécurité linguistique, se sentant inférieurs ou illégitimes par rapport aux locuteurs de la langue standard. Ce sentiment peut se manifester par une hypercorrection, une honte de leur propre manière de parler, ou même une réticence à prendre la parole en public .
L'idéologie du standard est parfois critiquée pour son rôle dans la marginalisation des langues et des dialectes minoritaires. En imposant une norme unique, elle peut contribuer à l'érosion des diversités linguistiques et culturelles. Les sociolinguistes soulignent que cette idéologie masque souvent des rapports de pouvoir, où les groupes dominants imposent leur langue comme norme, reléguant les autres variétés à des positions subalternes.